# Lijst van spelers van Derby County FC
Deze lijst omvat voetballers die bij de Engelse voetbalclub Derby County spelen of gespeeld hebben. De spelers zijn alfabetisch gerangschikt.

## A
- Medi Abalimba
- Miles Addison
- Lionel Ainsworth
- Martin Albrechtsen
- Russell Anderson
- Aljoša Asanović
- Ian Ashbee
- Dai Astley
- Ross Atkins
- Daniel Ayala

## B
- James Bagshaw
- Francesco Baiano
- James Bailey
- Callum Ball
- Barry Bannan
- Vjekoslav Banovic
- Nacer Barazite
- Bobby Barclay
- John Barker
- Shaun Barker
- Giles Barnes
- Warren Barton
- Jason Beardsley
- Mikkel Beck
- Harry Bedford
- Morten Bisgaard
- Dexter Blackstock
- Con Blatsis
- James Blessington
- Steve Bloomer
- Paul Boertien
- Lars Bohinen
- Adam Bolder
- Vassilis Borbokis
- Michael Boulding
- Jack Bowers
- Jimmy Boyd
- Lee Bradbury
- Bjørn Otto Bragstad
- John Brayford
- Marc Bridge-Wilkinson
- Craig Bryson
- Andreas Buck
- Frank Buckley
- Craig Burley
- Deon Burton
- Jake Buxton
- Stephen Bywater

## C
- Gary Caldwell
- Mo Camara
- Lee Camp
- Bobby Campbell
- D.J. Campbell
- Cândido Costa
- Steven Cann
- Matthew Carbon
- Horacio Carbonari
- Benito Carbone
- Willie Carlin
- Roy Carroll
- Lee Carsley
- Raich Carter
- Billy Caskey
- Nick Chadwick
- Martin Chalk
- Jeff Chandler
- Gary Charles
- Malcolm Christie
- Kris Commons
- Paul Connolly
- Ryan Connolly
- Kevin Cooper
- Tommy Cooper
- Alan Cork
- Gordon Cowans
- John Cox
- Lee Croft
- Sammy Crooks
- Michael Cullen
- Darren Currie
- Tomasz Cywka

## D
- Christian Dailly
- Daniele Daino
- Gerry Daly
- Andrew Davies
- Ben Davies
- Roger Davies
- Steve Davies
- Claude Davis
- George Davis
- Bobby Davison
- Simon Dawkins
- Eamonn Deacy
- Saul Deeney
- Rory Delap
- Danny Dichio
- Liam Dickinson
- Paul Dickov
- Ronnie Dix
- Peter Doherty
- Tony Dorigo
- Conor Doyle
- Nathan Doyle
- Pierre Ducrocq
- Mark Dudley
- Matt Duke
- Douglas Duncan
- William Durban

## E
- Robert Earnshaw
- Rob Edwards
- Marc Edworthy
- Tommy Eggleston
- Mounir El Hamdaoui
- Nathan Ellington
- Steven Elliott
- Stefano Eranio
- John Eustace
- Ian Evatt

## F
- Khalilou Fadiga
- Craig Fagan
- Paddy Fagan
- Benny Feilhaber
- Ian Feuer
- Frank Fielding
- Sean Flynn
- Patrick Foletti
- Esteban Fuertes

## G
- Marco Gabbiadini
- Hugh Gallacher
- Archie Gemmill
- Charlie George
- Hossam Ghaly
- Paul Goddard
- Archie Goodall
- John Goodall
- Richard Goulooze
- Danny Graham
- Lee Grant
- Paul Green
- François Grenet
- Andy Griffin
- Þórður Guðjónsson

## H
- David Haddow
- Jimmy Hagan
- Tomasz Hajto
- Billy Halligan
- Mitchell Hanson
- Mick Harford
- John Harkes
- Kevin Harper
- Kevin Hector
- Jeff Hendrick
- Lee Hendrie
- Terry Hennessey
- Danny Higginbotham
- Alexander Higgins
- Ben Hinchliffe
- Seb Hines
- Alan Hinton
- Dean Holdsworth
- Lee Holmes
- Russell Hoult
- Steve Howard
- Jack Howe
- Tom Huddlestone
- Bryan Hughes
- Will Hughes
- Rob Hulse
- Jonathan Hunt
- Nicky Hunt
- Duncan Hutchison

## I
- Iñigo Idiakez

## J
- Johnnie Jackson
- Richard Jackson
- Leighton James
- Stern John
- Lee Johnson
- Michael Johnson
- Seth Johnson
- Bradley Johnson
- Tommy Johnson
- Brad Jones
- David Jones
- Juan Junior

## K
- Blessing Kaku
- Przemyslaw Kazmierczak
- Kallum Keane
- Eric Keen
- Graham Kelly
- Jeff Kenna
- Peter Kennedy
- Kevin Kilbane
- Giorgi Kinkladze
- George Kinsey
- Muhamed Konjić
- Rob Kozluk
- Shefki Kuqi

## L
- Gianfranco Labarthe
- David Langan
- Brian Launders
- Jacob Laursen
- Dean Leacock
- Francis Lee
- Jack Lee
- Rob Lee
- Adam Legzdins
- Eddie Lewis
- Kevin Lisbie
- Jake Livermore
- Colin Loss
- Arturo Lupoli

## M
- Dave Mackay
- Jon Macken
- Tony Macken
- Chris Maguire
- Chris Makin
- Bob Malcolm
- Chris Martin
- Dave Martin
- David Martin
- Lilian Martin
- Omar Mascarell
- Harry Maskrey
- Don Masson
- Youl Mawéné
- John May
- John McAlle
- David McCulloch
- Jay McEveley
- Roy McFarland
- John McGovern
- Paul McGrath
- Gareth McKeown
- Izale McLeod
- Tyrone Mears
- Arnaud Mendy
- Toby Mercer
- James Meredith
- Kenny Miller
- Kevin Miller
- Danny Mills
- Greg Mills
- Pablo Mills
- Richard Money
- Tommy Mooney
- Darren Moore
- Jimmy Moore
- Luke Moore
- Vic Moreland
- Johnny Morris
- Lee Morris
- Mason Mount
- Dean Moxey
- Bert Mozley
- Adam Murray

## N
- Charles Napier
- Avi Nimny
- David Nish
- Ryan Noble
- Lewin Nyatanga

## O
- Mark O'Brien
- Mick O'Brien
- Ray O'Brien
- John O'Hare
- Brian O'Neil
- Andy Oakes
- Matt Oakley
- Henrik Ojamaa
- Leon Osman

## P
- Des Palmer
- Paredão
- Paul Parker
- Tony Parry
- Stephen Pearson
- Mark Pembridge
- Andrejs Pereplotkins
- Paul Peschisolido
- Kevin Poole
- Mart Poom
- Chris Porter
- Chris Powell
- Darren Powell
- Darryl Powell
- Steve Powell
- David Preece
- Lewis Price
- Aleksandar Prijović
- Ben Pringle
- Spencer Prior

## Q
- Alf Quantrill

## R
- Marino Rahmberg
- Grzegorz Rasiak
- Tim Rasmussen
- Kevin Ratcliffe
- Fabrizio Ravanelli
- Marco Reich
- Sid Reid
- Christophe Remy
- George Richards
- John Richards
- Chris Riggott
- Bruce Rioch
- Paul Ritchie
- Laurent Robert
- Gareth Roberts
- John Robertson
- Danny Robinson
- Marvin Robinson
- Theo Robinson
- Wayne Rooney
- Kelle Roos
- Gary Rowett
- Gerry Ryan
- Reg Ryan

## S
- Dean Saunders
- Robbie Savage
- Bobby Saxton
- Ernald Scattergood
- Stefan Schnoor
- James Severn
- Jason Shackell
- Tom Shanks
- Peter Shilton
- Craig Short
- Paris Simmons
- Paul Simpson
- Ryan Smith
- Tommy Smith
- Mauricio Solís
- Frank Stapleton
- Jackie Stamps
- Jon Stead
- Billy Steel
- George Stephenson
- Mile Sterjovski
- Arthur Stewart
- Jordan Stewart
- Igor Štimac
- Fredrik Stoor
- Harry Storer
- Theo Streete
- Branko Strupar
- Alan Stubbs
- Dean Sturridge
- Gilles Sunu
- Mathias Svensson

## T
- Jason Talbot
- Ian Taylor
- Martin Taylor
- Gary Teale
- Paul Thirlwell
- Mickey Thomas
- Rod Thomas
- George Thornewell
- Andy Todd
- Colin Todd
- James Tomkins
- Michael Tonge
- Toni
- Paul Trollope
- Marcus Tudgay
- Jimmy Turner
- Gary Twigg
- Nathan Tyson

## V
- Simo Valakari
- Robin van der Laan
- Luke Varney
- James Vaughan
- Javan Vidal
- Emanuel Villa
- Jamie Vincent

## W
- Paulo Wanchope
- Ashley Ward
- Jamie Ward
- Tim Ward
- Ben Warren
- David Webb
- Ron Webster
- Kristoffer Weckström
- Taribo West
- Peter Whittingham
- Ron Willems
- Paul Williams
- Kevin Wilson
- Alan Wright
- Mark Wright
- Jarne Nuytten

## Y
- Dean Yates

## Z
- Ruben Zadkovich
- Lucian Zavagno